# یادگار بهادری
یادگارِ بهادُری یک دانشنامه هندی به زبان فارسی است که شامل تاریخ، جغرافیا، علم و هنر می‌شود. این اثر توسط بهادر سینگ ویرایش و در سال ۱۸۳۴ میلادی در لکنو تکمیل شد.

## نویسنده و تاریخ
بهادر سینگ در ابتدا ساکن پرگنه گوندیوال در دهلی قدیم بود. او پسر هزارهِ مال بود که متعلق به خاندان بهات‌نگر از کاست کیشتا بود. او ذکر می‌کند که به دلیل شرایط مجبور به ترک شاه‌جهان‌آباد شد و در سال ۱۸۱۷، در شرایط «بسیار سختی» به لکنو رسید. در آن زمان، لکنو تحت حکومت غازی‌الدین حیدرشاه بود. بهادر سینگ در لکنو چندین اثر تاریخی به زبان‌های هندی و فارسی را مطالعه کرد و با الهام از این آثار، تصمیم به نوشتن یک تاریخ پیوسته گرفت. او این اثر را در اولین روز رمضان سال ۱۲۴۹ قمری (۱۲ ژانویه ۱۸۳۴ میلادی) به پایان رساند.
بهادر سینگ اظهار می‌کند که تنها محتوای سایر کتاب‌ها را رونوشت کرده و آنها را در یک دانشنامه سازماندهی کرده است. اما طبق نظر شارل پی‌یر آنری ریو، او آشکارا محتواهای دست اول را نیز، به ویژه در مورد تاریخ بعدی اوده و صوبه بنگال، اضافه کرده است. شرح مفصل نواب اوده، خانواده‌هایشان و وزیرانشان در میان آثار معاصر دیگر در این دانشنامه بی‌نظیر است.
به دلایلی، بهادر سینگ به شدت از مردم کشمیری متنفر بود. سینگ در کتاب خود، تجاوز و قتل هندوهای کشمیری را توسط مسلمانان در طول قرن‌ها توصیف می‌کند. او می‌گوید که در زمان حکومت اورنگ‌زیب، وزن کل نخ‌های مقدس جمع‌آوری‌شده از هندوهایی که به زور به اسلام گرویده‌اند، ۱۰ سیر بوده است. او همچنین می‌گوید که بسیاری از این افراد بعداً به آیین هندو بازگشتند. هدف روایت سینگ این نیست که مسلمانان را وحشی نشان دهد، بلکه کشمیری‌ها را به عنوان گروهی پست‌تر از ملیکجه‌ها به دلیل نامشروع بودنشان نشان دهد. او از دیگران می‌خواهد که نه تنها از کشمیری‌ها دوری کنند، بلکه آنها را نابود کنند. به گفته کریستوفر بیلی، او به عنوان یک کارمند دون‌پایه، به موفقیت رقبای کشمیری خود رشک می‌بُرد. هنری میرز الیوت می‌گوید که او ممکن است شغل خود را به یک کشمیری باخته باشد.

## درون‌مایه
این دانشنامه به چهار کتاب ("صحیفه") تقسیم شده است که در ادامه به فصل‌های متعدد ("داستان") تقسیم شده است.

### صحیفه یکم
اطلاعاتی از پیامبران، از آدم تا محمد.

### صحیفه دوم
1. اوایل خلافت
2. دوازده امام
3. خلافت اموی
4. خلافت عباسی
5. اسماعیلیه مصر و قهستان، و قرمطیان
6. سلسله سید
7. شریف مکه و مدینه

### صحیفه سوم
1. فلاسفه جهان
  - یونان و اروپا (شامل کریستف کلمب و نیکلاس کوپرنیک)
  - ایران و هند
  - دیگران (مسلمانان اولیه و پزشکان معاصر)
2. فهرست صحابه محمد
3. تابعین
4. چهار نوع شیخ
  1. سنی‌ها
  2. شیعه‌ها
  3. صوفیان ایران (عمدتاً برگرفته از «نفحات الاُنس»)
  4. الهیات هندو، مرتضان و مذاهب‌شان
5. عالِمان
6. شاعران و دیگران
  - شاعران عرب
  - شاعران ایرانی
  - خوشنویسی ایرانی
  - ریخته‌سرایان هند
  - قواعد شعرگویی (وزن، قافیه، صُوَر خیال)
  - چهره‌خوانی
  - تعبیر خواب
  - پرانایاما در سبک هندوها
  - طالع‌بینی
  - موسیقی هندوستان
  - کشاورزی ("بهترین هنرها")
  - معماری / سنگ‌تراشی
  - آهنگری
  - درودگری
  - بازرگانی
  - نگارگری
  - طلسم‌ها
  - سحر و جادو
  - صنایع دستی با توصیفات مختلف از جمله آشپزی
  - سخنان حکیمانه، شوخ‌طبعی‌ها و حکایات
7. مسلمانان سرشناس که در بخش‌های قبلی ذکر نشده‌اند

### صحیفه چهارم
این بخش از دانشنامه با موضوع بَرّ قدیم مقدمه‌ای در مورد بَرّ جدید آغاز می‌شود.
- هفت اقلیم
- ممالک و شهرهای جهان:
  - جهان اسلام
  - اروپا
  - هند و توصیف صوبه‌های مملکت گورکانی
    - آگره
    - اوده
    - دولت‌آباد
    - کهاندش
    - برار
    - مالوا
    - اجمیر
    - گجرات
    - تهته
    - مولتان
    - کابل
    - قندهار
    - کشمیر
    - الله‌آباد (هند)
    - صوبه بنگال
    - اودیسا

دیباچه و سپس ۸ فصل:
1. شاهنشاهان ایران
  - شاهان آغازین
  - پادشاهی هندوپارتی
  - صفاریان
  - امرای طبرستان
  - طاهریان
  - دیلمیان
  - غزنویان
  - سلجوق‌های کرمان و بقیه ایران
  - اتابکان آذربایجان، فارس و لرستان
  - غوریان
  - قراختاییان کرمان
  - ایلخانان
  - کرتیان
  - سربداران
  - آل اینجو
  - آل مظفر
  - تیمور و نوادگانش
  - شروان‌شاهان و داغستان
  - ذواقدر
  - قره‌قویونلو و آق‌قویونلو
  - دودمان صفوی
  - غلجی‌ها
  - ایل افشار (نادرشاه تا کریم‌خان زند)
  - درانی‌ها (تا کامران میرزا درانی)
  - زندیان و دودمان قاجار (تا فتحعلی‌شاه)
2. حاکمان سامی
  - عاد
  - شاهان بابل و فهرست شاهان آشور
  - حمیر و غسانیان
  - امپراتوری اتیوپی
  - قرمطیان
  - ایوبیان یمن
  - حمدانیان
3. یونا ن و روم  [کذا]
  - سلجوقیان روم
  - خاندان عثمانی
4. حاکمان مصر و شام
  - فرعون و شاهان اسرائیل
  - آل اخشید
  - سلجوق‌ها و اتابکان سوریه
  - ایوبیان و سلطنت ممالیک
5. مغرب عربی
  - هفده سلسله، از امویان اسپانیا تا شریفان پز
6. سلاطین ترکستان
  - شاهان نخستین
  - چنگیز خان
  - نوادگان جوجی خان
  - نوادگان جغتای
  - ایلخانان و چوپانیان
  - تغاطهمورث
  - سامانیان
  - آل افراسیاب، بُغرا خان و دیگران
  - خاندان خوارزمشاهیان
  - تیمور و نوادگانش
  - ازبک‌ها در توران، خوارزم، و بدخشان
7. شاهان اروپا
  - عقاید، آداب و بنگاه‌های اروپاییان
  - از جمله انگلیسی‌ها در هند، ارتش آنها، اجرای عدالت، درآمد، آموزش فرمانروایان
  - هندوستان: استان‌ها و ساکنان مختلف آن کاست‌ها، قوانین، مراسم، آداب و اساطیر هندو (آواتارها)
  - راجه‌های نخستین
  - راجپوت
  - فتوحات مسلمانان در شبه قاره هند
  - سلطنت مملوک
  - دودمان خلجی
  - تغلق‌شاهیان
  - سلسله سید
  - لودی
  - امپراتوری سور
  - دودمان تیمور، از بابر تا اکبر دوم
  - مالوا
  - دکن
  - کهاندش
  - ساماریس مالیوار (ساحل مالابار)
  - ملوک هرمز
  - میسور
  - امپراتوری ویجایاناگارا
  - امپراتوری مراتا
  - نظام حیدرآباد
  - گجرات
  - اجمر، راجپوت و جت‌ها
  - تهته
  - لاهور
  - کشمیر
  - تبت
  - کابل
  - بنگال
  - بنارس
  - سلطنت جمپور
  - فرمانروایان اولیه اوده، شامل راما
  - نواب اوده از سعادت‌علی‌خان تا زمان نگارش دانشنامه
  - پند و اندرز برای وزیران